# صاف‌ماهی

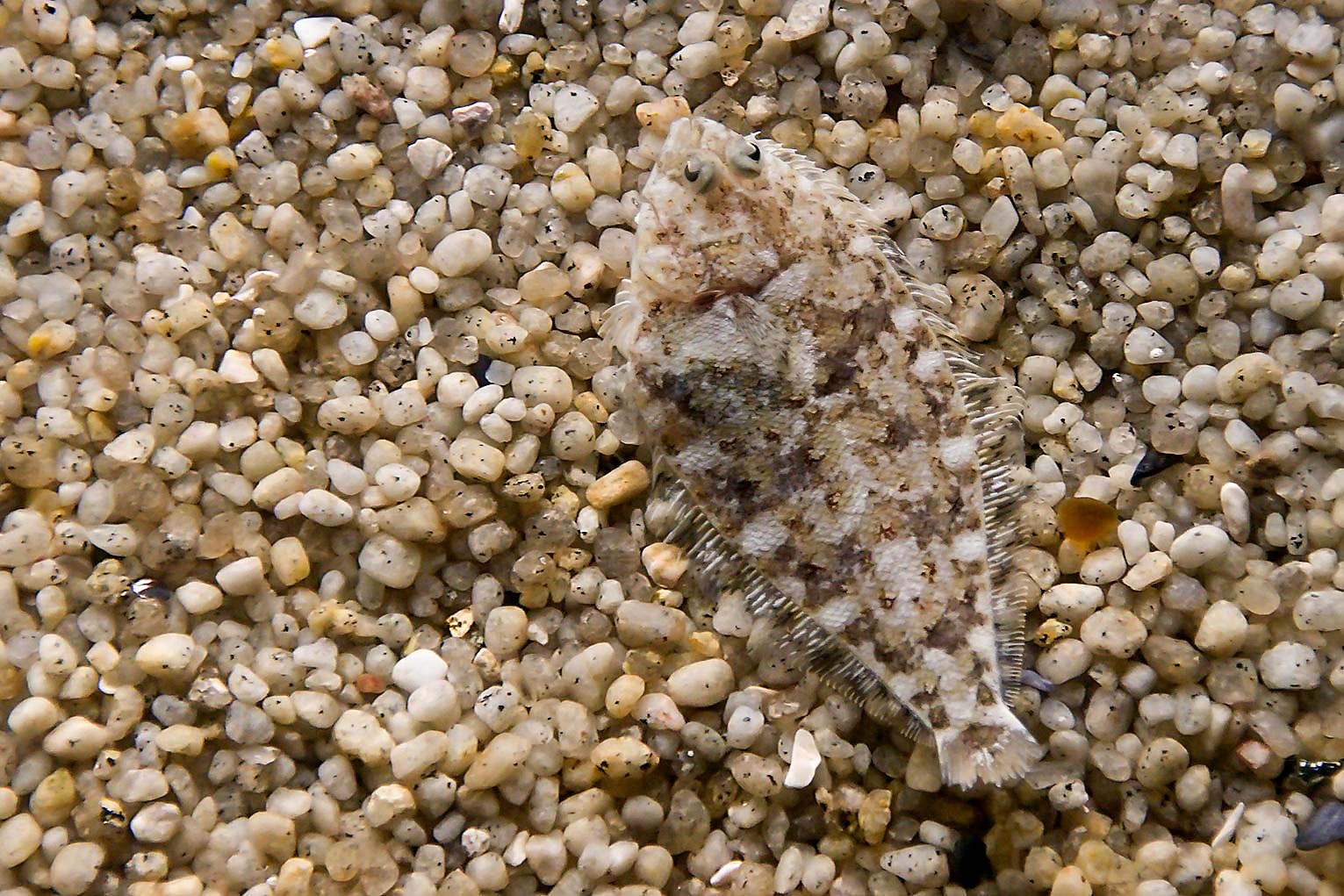
استتار یک کفشک ماهی بر روی سنگریزه‌های کف دریا

صاف‌ماهی  (به انگلیسی: Plaice) نام گروهی از کفشک‌ماهیان است. در این گروه چهار گونه قرار می‌گیرند:
- صاف‌ماهی اروپایی
- صاف‌ماهی آمریکایی
- صاف‌ماهی آلاسکایی
- صاف‌ماهی چشم‌پولکی